# Cristel de câmp

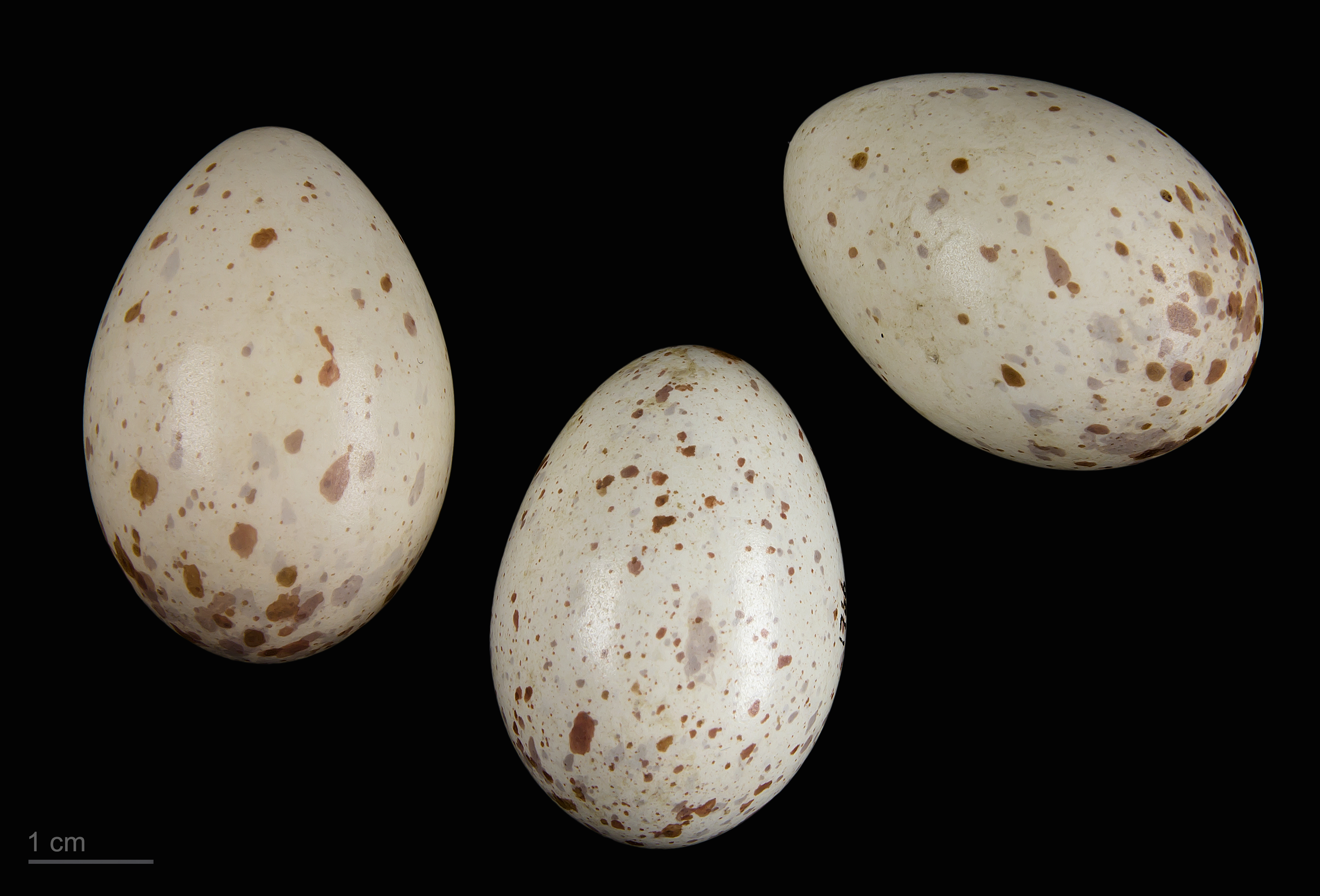
Crex crex - MHNT

Cristel de câmp (Crex crex), numit și cârstel de câmp, este unul dintre cei mai comuni cârstei din România.
E întâlnit în aproape toate zonele deschise aflate la altitudini cuprinse între 0-1200 m.
Este o pasăre omnivoră, hrana sa constând în majoritate nevertebrate (coleoptere, râme și moluște), dar poate fi alcătuită și din cereale și plante înrudite, trifoi și chiar fructe sau vertebrate mici.
Duce o viață ascunsă prin ierburi înalte, unde, și cuibărește. Aceasta pasăre este protejata de lege.